# Skorobieżak podmchowy
Skorobieżak podmchowy (Calodera rufescens) – gatunek chrząszcza z rodziny kusakowatych i podrodziny rydzenic. Zamieszkuje Europę.

## Taksonomia
Gatunek ten opisany został po raz pierwszy w 1856 roku przez Ernsta Gustava Kraatza.

## Morfologia
Chrząszcz o wydłużonym ciele długości od 2,9 do 3,6 mm. Szerokość głowy przekracza 360 µm, a szerokość szyi wynosi poniżej 0,7 szerokości głowy. Przedplecze jest szersze niż 420 µm, o powierzchni mniej lub bardziej błyszczącej. Odwłok jest trochę gęściej niż u C. riparia punktowany i w związku z tym zwykle słabiej błyszczący. Genitalia samca cechują się środkowym płatem edeagusa dłuższym niż 440 µm i zaopatrzonym w słabiej niż u C. protensa i C. nigrita w widoku bocznym zakrzywiony wyrostek wentralny. Struktury wierzchołkowe na owym płacie są łyżeczkowate i skrzyżowane w stanie niewynicowanym.

## Ekologia i występowanie
Owad ten zasiedla leśne mokradła, podmokłe olsy, łąki łęgowe i zacienione rowy leśne. Bytuje najczęściej wśród mchów i pod gnijącymi szczątkami roślinnymi.
Gatunek palearktyczny, europejski, znany z Wielkiej Brytanii, Francji, Niemiec, Szwajcarii, Austrii, Włoch, Danii, Szwecji, Finlandii, Estonii, Polski, Czech, Słowacji i Węgier. Na „Czerwonej liście gatunków zagrożonych Republiki Czeskiej” umieszczony jest jako gatunek zagrożony wymarciem (EN).